# Обернена неімплікація
Обернена неімплікація — це заперечення оберненої імплікації. Тобто, для будь-яких двох висловлень P та Q обернена неімплікація з P до Q є істинною тоді й лише тоді, коли істинним є заперечення імплікації з Q до P. 

## Визначення
Таблиця істинності виглядає таким чином:
| {\displaystyle A} | {\displaystyle B} | {\displaystyle A\nleftarrow B} |
| ----------------- | ----------------- | ------------------------------ |
| 0                 | 0                 | 0                              |
| 0                 | 1                 | 1                              |
| 1                 | 0                 | 0                              |
| 1                 | 1                 | 0                              |